# Лахе (Лахеда)
Лахе (ест. Lahe) — село в Естонії, входить до складу волості Лахеда, повіту Пилвамаа.